# Cachito de cielo
Cachito de cielo 2012 – meksykańska telenowela wyprodukowana przez Giselle González i Roberto Gómez Fernándeza. Emitowana w Meksyku od 11 czerwca 2012 roku.

## Fabuła
Renata (Maite Perroni) to młoda dziennikarka, która ze wzajemnością jest zakochana w piłkarzu-Adrianie "Cachito" (Mane de la Parra). W wyniku ataku serca chłopak umiera i trafia do "La Antesala del Cielo". Na początku nie ma pojęcia, co się wydarzyło. Otrzymuje numerek w kolejce i czeka. Po 6 miesiącach nareszcie nadchodzi jego kolej. Dowiaduje się, że w wyniku pomyłki umarł on, a nie ktoś inny. Powrócić do swego ciała nie może i w związku z tym ma szanse wrócić na ziemię w innym ciele. Nie może jednak wyjawić, kim naprawdę jest, bo gdy to zrobi, momentalnie wróci do nieba i nie będzie już mógł nigdy powrócić na ziemię. Chłopak zgadza się i wybiera ciało mężczyzny. Gdy wraca na ziemię, okazuje się, że jest księdzem. Od teraz Cachito jako ojciec Chava (Pedro Fernandez) będzie musiał walczyć o miłość swojej ukochanej, zwłaszcza, że nie jest jedynym, który ją kocha...

 Mottem telenoweli można nazwać zdanie, które przeplatuje się przez czas jej trwania: 
"Una vida sin amor, no es vida" (Życie bez miłości, nie jest życiem.)

## Kontrowersje
Wokół telenoweli pojawiło się wiele kontrowersji. Meksykanom nie spodobało się to, że ksiądz katolicki zakochał się w kobiecie oraz różnica wieku aktorów grających główne role. Bowiem pomiędzy Maite Perroni a Pedro Fernandezem jest 14 lat różnicy. W specjalnym oświadczeniu José Martín Cuevas Cobos, odtwórca roli Salvatora, napisał, że nie będzie żadnych intymnych scen pomiędzy jego postacią a postacią Maite Perroni. Bądź co bądź - ocena telenoweli waha się od ponad 21 do 14. Pomimo zmian w scenariuszu, widzom w Meksyku ta telenowela nie przypadła do gustu, w związku z czym postanowiono szybciej zakończyć tę historię. I tak finał przepowiedziano na 9 listopada 2012 roku. Jednakże ostatnie odcinki notują wysoką, jak dotąd, oglądalność.

## Rysopisy postaci
Padre Lindorfo Salvador Santillán / Salvador Santillán "Chava" / Adrián Gómez Obregón "Cachito" jest postacią, pod którą Cachito wraca na ziemię. Teraz nie tylko musi się przyzwyczaić do nowego wyglądu, ale także być księdzem. Jest czarujący, charyzmatyczny, zabawny i spontaniczny. Jego celem jest odzyskanie rodziny, przyjaciół, a zwłaszcza miłości Renaty, kobiety jego życia. W końcu mu się to udaje. Zrzuca sutannę i zostaje chłopakiem Renaty, później wyjawiając jej, kim naprawdę jest. 
 Renata Landeros De Franco piękna, radosna i pełna entuzjazmu dziewczyna, która pracuje jako sportowa dziennikarka w radiu swego ojca, Pupiego. Pozornie posiada   doskonałą rodzinę i niedługo ma wyjść za miłość swego życia, Cachito. Niestety, śmierć chłopaka przekreśla jej plany do momentu pojawienia się księdza Chavy. Dziewczyna czuje do niego to samo, co do Cachita, wyobrażając sobie, że nowy kapłan jest jej zmarłym chłopakiem. Ostatecznie zostaje dziewczyną Chavy i dowiaduje się, że on jest Cachito.
 
Adela Silva de Salazar "Pachi" bardzo atrakcyjna kobieta, która w przeszłości była kochanką Pupiego. Z tego związku narodził się Matias. Kobieta znika z życia Landerosa, nie mówiąc mu o ich synu. Niedługo później wychodzi za Reynalda i razem wychowują jej dziecko. Po kilku latach ponownie spotyka się z Pupim i na nowo zostaje jego kochanką. Gdy dowiaduje się o tym jej mąż, wpada w szał. Podczas jednej z kłótni wyciąga pistolet, który strzela, raniąc Sofie. Adela rzuca się na męża i po chwili słychać strzał. Ciało Reynalda usuwa się na ziemię i mężczyzna umiera w ramionach żony. Kobieta zostaje skazana za śmierć męża, jednak po jakimś czasie zostaje uniewinniona.
 
Fabio Montenegro pracuje w radiu Pupiego. Za wszelką cenę pragnie być z Renatą, jednocześnie oddając się w ramiona Mary. Jego plany krzyżuje pojawienie się księdza Chavy. Mężczyzna zostaje narzeczonym Renaty. Niedługo później dziewczyna zrywa z nim. Fabio wraz z Pupim wynajmuje mężczyzn, by napadli i zgwałcili Marę. Za ten uczynek zostaje skazany.
 
Teresa de Franco de Landeros "Tete" jest żoną Pupiego i matką Renaty. Prowadzi spokojne życie do czasu, gdy dowiaduje się o zdradzie męża. Po latach spotyka swoją dawną miłość, Gustava. Przebacza Adeli wszystko i na nowo zostaje jej przyjaciółką.
 Isabel Obregón vda. de Gómes jest matką Cachito i Diany. Po śmierci syna poznaje księdza Chavę. Czuje do niego to samo, co do Cachita, jednak nie może tego w żaden sposób wyjaśnić. Dopiero później łączy szystkie fakty w jedną całość i dowiaduje się, że nowy ksiądz jest tak naprawdę jej zmarłym synem, Cachito. Po śmierci Coci bierze cywilny ślub z Estebanem.

Lucas jest Aniołem Stróżem Chavy. Tuszuje wszystkie jego wpadki, jednocześnie pragnąc ciała Rockberto. Później rozumie, że to pragnienie nie jest najważniejsze, ale rodzina, którą obecnie posiada.

Tristán Luna / Esteban Rubio udając zmarłego, Esteban przeprowadza się do Meksyku i tam podejmuje prace na plebanii. Zakochany w Isabel musi znosić miłość, którą obdarza go Coca. Później sprawy się komplikują, bowiem postanawia powrócić do Guadalajarzy, gdzie dowiaduje się, że jego brat (Jaime) leży w śpiączce. Niedługo potem Jaime umiera, a majątek zgarnia, Sonia, była żona Estebana. Ostatecznie, mężczyzna godzi się na ślub z chorą na raka Cocą, by ją uszczęśliwić. Kobieta umiera podczas ślubu, a on sam bierze ślub cywilny z Isabel.

Socorro "Coca" Obregón jest kobietą zakochaną w Tristanie. Zostaje nawet jego dziewczyną. Pragnie zaznać miłości, dlatego Tristan zgadza się na ślub. Podczas ceremonii, Coca umiera na raka.
Reynaldo Salazar jest mężem Adeli. Razem wychowują syna kobiety, Matiasa. Niestety, ich sielanka kończy się, kiedy mężczyzna dowiaduje się, że jego żona ponownie spotyka się z Pupim. Wpada w szał i straszy małżonkę bronią. Pistolet wypala, trafiając Sofię. Adela rzuca się na męża i słychać strzał. Reynaldo umiera. Jego prochy Matias wysypał do rzeki.

Mara Magaña jest kochanką Fabia. Udaje przyjaciółkę Renaty, a w rzeczywistości robi dziewczynie na złość. W końcu rozumie swoje błędy, po pobiciu i zgwałceniu. Godzi się z Renatą i na nowo zostają, prawdziwymi już, przyjaciółkami.

Matías Salazar Silva / Matías Landeros Silva jest synem Pupiego, o czym nie ma pojęcia. Pragnie zostać piłkarzem. Jego marzenie się spełnia, ale niestety za namową Pupiego, Salvatierra wyrzuca chłopaka. Matias nienawidzi Pupiego, zresztą z wzajemnością. Po śmierci Reynalda bardzo cierpi. Kiedy zamykają Adele w więzieniu, dowiaduje się o jej romansie z Pupim. Kocha Renatę, ale w końcu Adela wyznaje mu prawdę, iż dziewczyna jest jego siostrą. Matias spotyka się z Sofią, z którą planuje ślub.

Ernesto "Pupi" Landeros jest ojcem Renaty i Matiasa. Ogólnie nie ma pojęcia, że chłopak jest jego synem. Nienawidzi go, zresztą ze wzajemnością. Kiedy próbuje go potrącić, Renata odpycha go, sama zostając potrącona przez ojca. Zanim traci przytomność, mówi ojcu, że Matias jest jego synem. W końcu pan Landeros zostaje sam, pijąc.

## Obsada
| Aktor               | Charakter                                                                                                | Kim jest                                                                                               |
| ------------------- | --- | --- |
| Pedro Fernandez     | Padre Lindorfo Salvador Zorrillo Santillán / Salvador Santillán "Chava" / Adrián Gómez Obregón "Cachito" | Osoba, w którą wszedł Cachito, ksiądz zakochany w Renacie; mąż Renaty                                  |
| Maite Perroni       | Renata Landeros De Franco de Santillan                                                                   | Młoda sportowa dziennikarka, córka Pupiego i Tete, narzeczona Cachito, siostra Matiasa                 |
| Cynthia Klitbo      | Adela Silva de Salazar "Pachi"                                                                           | Matka Matiasa, żona Reynaldo, skazana za zabicie męża, później uniewinniona                            |
| Jorge Poza          | Fabio Montenegro                                                                                         | Kochanek Mary, zakochany w Renacie, zamknięty w więzieniu, gdzie zostaje zgwałcony przez współwięźniów |
| Azela Robinson      | Teresa de Franco de Landeros "Tete"                                                                      | Żona Pupiego, matka Renaty                                                                             |
| Cecilia Gabriela    | Isabel Obregón vda. de Gómes Rubio                                                                       | Matka Cachito i Diany, siostra Coci; żona Tristana                                                     |
| César Bono          | Lucas | Anioł Stróż Chavy, żyje na ziemi wraz z Cachito                                                        |
| Juan Carlos Barreto | Tristán Luna / Esteban Rubio                                                                             | Były mąż Sonii, mieszkał w Guadalajarze, udawał zmarłego, pracując w kościele w Meksyku; mąż Isabel    |
| Raquel Pankowsky    | Socorro "Coca" Obregón                                                                                   | Siostra Isabel, zmarła na raka                                                                         |
| Adalberto Parra     | Reynaldo Salazar                                                                                         | Mąż Adeli, ojciec Matiasa, zginął w wyniku postrzału podczas kłótni z Adelą                            |
| Eduardo España      | Ariel / Claribel                                                                                         | Jeden z aniołów, którzy popełnili błąd sprawiając, że Cachito umarł, przeniesiony do piekła            |
| Juan Carlos Colombo | Ezequiel                                                                                                 | Jeden z aniołów, którzy popełnili błąd sprawiając, że Cachito umarł, przeniesiony do piekła            |
| Esmeralda Pimentel  | Mara Magaña                                                                                              | Reporterka sportowa, kochanka Fabio, po zrozumieniu swoich błędów zmieniła się                         |
| Pablo Lyle          | Matías Salazar Silva / Matías Landeros Silva                                                             | Piłkarz, syn Pupiego i Adeli, brat Renaty, chłopak Sofii                                               |
| Anahí Allue         | María del Pilar "Pili"                                                                                   | Miejscowa plotkara, przyjaciółka Coci i Orfe                                                           |
| Ariane Pellicer     | Orfe | Miejscowa plotkara, przyjaciółka Coci i Pili, była dziewczyna Tristana                                 |
| José Ángel Bichir   | Guillermo "Memo"                                                                                         | Chłopak Diany                                                                                          |
| Alfredo Gatica      | Darío | Były chłopak Diany, wyjechał do Hiszpanii                                                              |
| Elizabeth Valdez    | Diana Gómez Obregón                                                                                      | Córka Isabel, siostra Cachito, żona Estebana                                                           |
| Claudio Rocca       | Alfonso "Poncho" Núñez                                                                                   | Przyjaciel Chavy, w wyniku wypadku jeździ na wózku; chłopak Gemy                                       |
| Rafael Inclán       | Ernesto "Pupi" Landeros                                                                                  | Mąż Tete, ojciec Renaty i Matiasa, zostaje sam, popadając w pijaństwo                                  |
| Eduardo Liñan       | Adolfo Salvatierra                                                                                       | Ojciec Sofii                                                                                           |
| Sofía Castro        | Sofia Salvatierra                                                                                        | Córka Salvatierry, dziewczyna Matiasa                                                                  |
| Gema Fernández      | Gema | Przyjaciółka Sofii, dziewczyna Poncho                                                                  |

### Wystąpienia Specjalne
| Aktor            | Charakter                      | Kim jest |
| ---------------- | ------------------------------ | --- |
| Mane de la Parra | Adrián "Cachito" Gómes Obregón | Piłkarz, zmarły syn Isabel, brat Diany, zakochany w Renacie, zmarły na skutek ataku serca podczas meczu (w rzeczywistości w niebie popełniono błąd, gdyż miał umrzeć ktoś inny) |
| Jessica Mas      | Sonia Serrano                  | Była żona Estebana, zmarła podczas kłótni z lekarzem |
| Otto Sirgo       | Gustavo Mendiola               | Dawna miłość Tete |
| Adanely Nuñez    | Julia                          | Prawniczka, zakochana w Chavie, później odchodzi, dając sobie spokój z Chavą |
| Maya Mishalska   | Lucifer "Lucy"                 | |

## Odcinki
| Data                 | Numer | Tytuł                                                                     | Ocena | Czas trwania |
| -------------------- | ----- | ------------------------------------------------------------------------- | ----- | ------------ |
| 11 czerwca 2012      | 001   | Un pequeño error / Malutki błąd                                           | 21.9  | 48 minut     |
| 12 czerwca 2012      | 002   | En honor de Cachito / Honor Cachito                                       | 19.3  | 47 minut     |
| 13 czerwca 2012      | 003   | Cerca de Renata / Blisko Renaty                                           | 17.7  | 47 minut     |
| 14 czerwca 2012      | 004   | Prohibido bajar / Zakazane schodzenie                                     | 16.1  | 43 minut     |
| 15 czerwca 2012      | 005   | Un milagro / Cud                                                          | 17.0  | 44 minut     |
| 18 czerwca 2012      | 006   | Nueva oportunidad / Nowa szansa                                           | 17.9  | 42 minut     |
| 19 czerwca 2012      | 007   | Pide confianza / Wzywanie ufności                                         | 18.3  | 44 minut     |
| 20 czerwca 2012      | 008   | Reaparece Claribel / Ponowne zjawienie się Claribela                      | 17.3  | 43 minut     |
| 21 czerwca 2012      | 009   | Se desata el chisme / Wzbudzanie plotek                                   | 16.8  | 44 minut     |
| 22 czerwca 2012      | 010   | Renata acepta el trabajo / Renata zaczyna prace                           | 16.2  | 44 minut     |
| 25 czerwca 2012      | 011   | Cuidados de madre / Opieka nad matką                                      | 14.8  | 42 minut     |
| 26 czerwca 2012      | 012   | Intrigas / Intrygi                                                        | 14.8  | 44 minut     |
| 27 czerwca 2012      | 013   | Paro cardiaco / Zatrzymanie pracy serca                                   | 16.9  | 42 minut     |
| 28 czerwca 2012      | 014   | Otro milagro / Inny cud                                                   | 17.7  | 42 minut     |
| 29 czerwca 2012      | 015   | Sentimiento inexplicable... / Niewytłumaczalne uczucie ...                | 14.9  | 47 minut     |
| 2 lipca 2012         | 016   | Beso prohibido / Zakazany pocałunek                                       | 15.0  | 43 minut     |
| 3 lipca 2012         | 017   | Aclara las cosas / Wyjaśnienie okoliczności                               | 15.5  | 45 minut     |
| 4 lipca 2012         | 018   | El dueño del local / Właściciel lokalu                                    | 14.7  | 45 minut     |
| 5 lipca 2012         | 019   | Lo acusa de farsante / Oskarżona o kłamstwa                               | 14.3  | 46 minut     |
| 6 lipca 2012         | 020   | La vidente / Jasnowidz                                                    | 15.4  | 42 minut     |
| 9 lipca 2012         | 021   | El cuerpo de otra persona / Ciało innej osoby                             | 17.2  | 42 minut     |
| 10 lipca 2012        | 022   | Salvador está desesperado / Salvador jest zdesperowany                    | N/A   | 41 minut     |
| 11 lipca 2012        | 023   | Carta reveladora / Ujawnienie listu                                       | 15.7  | 45 minut     |
| 12 lipca 2012        | 024   | El todo por el todo / Wszystko dla wszystkich                             | 15.6  | 47 minut     |
| 13 lipca 2012        | 025   | Cena inolvidable / Niezapomniana kolacja                                  | N/A   | 44 minut     |
| 16 lipca 2012        | 026   | Tristán el tímido / Nieśmiały Tristan                                     | 15.7  | 42 minut     |
| 17 lipca 2012        | 027   | Le roba un beso / Skradziony pocałunek                                    | 15.6  | 43 minut     |
| 18 lipca 2012        | 028   | Pachi seductora / Uwodzicielska Pachi                                     | 15.7  | 44 minut     |
| 19 lipca 2012        | 029   | Confesión de amor / Wyznanie miłości                                      | 14.9  | 43 minut     |
| 20 lipca 2012        | 030   | Fiesta de disfraces / Bal przebierańców                                   | 14.4  | 44 minut     |
| 23 lipca 2012        | 031   | Cachetea a Adela / Klaps Adeli                                            | 15.1  | 44 minut     |
| 24 lipca 2012        | 032   | Marido sinvergüenza / Bezwstydny mąż                                      | 13.4  | 44 minut     |
| 25 lipca 2012        | 033   | Amor prohibido / Zakazana miłość                                          | 14.2  | 44 minut     |
| 26 lipca 2012        | 034   | Abierta al amor / Otwarta miłość                                          | 14.2  | 45 minut     |
| 27 lipca 2012        | 035   | Intercambio de cuerpos / Zamiana ciał                                     | 13.5  | 44 minut     |
| 30 lipca 2012        | 036   | Admirador secreto / Tajemniczy wielbiciel                                 | 14.8  | 44 minut     |
| 31 lipca 2012        | 037   | Parentesco prohibido / Zakazany związek                                   | 13.4  | 42 minut     |
| 1 sierpnia 2012      | 038   | Falso pretendiente / Fałszywy kandydat                                    | 14.1  | 44 minut     |
| 2 sierpnia 2012      | 039   | Renata se queda con Fabio / Renata zostaje z Fabio                        | 14.2  | 44 minut     |
| 3 sierpnia 2012      | 040   | Sospecha de infidelidad / Podejrzenie niewierności                        | 14.6  | 43 minut     |
| 6 sierpnia 2012      | 041   | Coca de monja / Coca zakonnicą                                            | 14.9  | 43 minut     |
| 7 sierpnia 2012      | 042   | Quiere separarse / Pragnienie separacji                                   | 14.0  | 43 minut     |
| 8 sierpnia 2012      | 043   | Grave acusación / Poważne oskarżenie                                      | 13.5  | 44 minut     |
| 9 sierpnia 2012      | 044   | Propuesta aceptada / Zaakceptowanie propozycji                            | 14.2  | 43 minut     |
| 10 sierpnia 2012     | 045   | Matrimonio en peligro / Małżeństwo w niebezpieczeństwie                   | 14.8  | 43 minut     |
| 13 sierpnia 2012     | 046   | Isabel cerca de descubrir la verdad / Isabel coraz bliżej odkrycia prawdy | 14.3  | 42 minut     |
| 14 sierpnia 2012     | 047   | Castigo divino / Kara Boska                                               | 14.6  | 42 minut     |
| 15 sierpnia 2012     | 048   | Cartas divinas / Boskie listy                                             | 13.5  | 44 minut     |
| 16 sierpnia 2012     | 049   | Armas de seducción / Uwodzicielska broń                                   | 14.0  | 44 minut     |
| 17 sierpnia 2012     | 050   | Sospechan de Pachi / Podejrzana Pachi                                     | N/A   | 43 minut     |
| 20 sierpnia 2012     | 051   | Consejos de amor / Miłosna rada                                           | N/A   | 44 minut     |
| 21 sierpnia 2012     | 052   | Infidelidad de Fabio / Niewierność Fabio                                  | 14.5  | 44 minut     |
| 22 sierpnia 2012     | 053   | Pruebas de infidelidad / Udowodnienie niewierności                        | 14.5  | 43 minut     |
| 23 sierpnia 2012     | 054   | Coca seductora / Uwodzicielska Coca                                       | 14.9  | 44 minut     |
| 24 sierpnia 2012     | 055   | Viejo conicido / Stary znajomy                                            | 13.5  | 44 minut     |
| 27 sierpnia 2012     | 056   | Distanciamiento necesario / Potrzebny dystans                             | N/A   | 44 minut     |
| 28 sierpnia 2012     | 057   | Sigue desaparecida / Zaprzestanie śledzenia                               | 13.1  | 44 minut     |
| 29 sierpnia 2012     | 058   | Landeros en crisis / Landeros w kryzysie                                  | 14.2  | 44 minut     |
| 30 sierpnia 2012     | 059   | Mensaje anónimo / Anonimowa wiadomość                                     | 14.3  | 42 minut     |
| 31 sierpnia 2012     | 060   | Verdad al descubierto / Odkryta prawda                                    | 13.8  | 42 minut     |
| 3 września 2012      | 061   | Confesión telefónica / Wyznanie przez telefon                             | 15.1  | 44 minut     |
| 4 września 2012      | 062   | Corazón roto / Złamane serce                                              | 15.8  | 42 minut     |
| 5 września 2012      | 063   | Boicot familiar / Rodzinny bojkot                                         | 13.1  | 45 minut     |
| 6 września 2012      | 064   | No molestar a Tristán / Nie dokuczaj Tristanowi                           | 14.4  | 43 minut     |
| 7 września 2012      | 065   | Infidelidad al descubierto / Odkrycie zdrady                              | 14.9  | 45 minut     |
| 10 września 2012     | 066   | Cambio de look / Zmiana wyglądu                                           | 14.2  | 44 minut     |
| 11 września 2012     | 067   | Las fotos del engaño / Zdjęcia oszustwa                                   | 14.7  | 43 minut     |
| 12 września 2012     | 068   | Reynaldo explota / Reynaldo eksploduje złością                            | 14.9  | 43 minut     |
| 13 września 2012     | 069   | Certificado falso / Fałszywy certyfikat                                   | 13.8  | 45 minut     |
| 14 września 2012     | 070   | Especialidades culinarias / Sztuki kulinarne                              | 12.9  | 43 minut     |
| 17 września 2012     | 071   | Pronta recuperación / Szybki zwrot                                        | 14.4  | 43 minut     |
| 18 września 2012     | 072   | Doble agresión / Podwójna agresja                                         | 13.6  | 44 minut     |
| 19 września 2012     | 073   | Ataque de celos / Atak zazdrości                                          | 14.7  | 42 minut     |
| 20 września 2012     | 074   | Límite de paciencia / Granica cierpliwości                                | 15.7  | 44 minut     |
| 21 września2012      | 075   | Tarjeta Roja / Czerwona karta                                             | 14.5  | 43 minut     |
| 24 września 2012     | 076   | La estética / Estetyka                                                    | 13.7  | 43 minut     |
| 25 września 2012     | 077   | Fabio versus Pupi / Fabio kontra Pupi                                     | 14.6  | 42 minut     |
| 26 września 2012     | 078   | La misma moneda / Ta sama moneta                                          | 14.5  | 43 minut     |
| 27 września 2012     | 079   | Aumenta la desesperación / Rosnąca desperacja                             | 15.3  | 44 minut     |
| 28 września 2012     | 080   | Adela ha perdido todo / Adela straciła wszystko                           | 14.1  | 44 minut     |
| 1 października 2012  | 081   | Intriga / Intryga                                                         | 15.8  | 44 minut     |
| 2, 2012              | 082   | Disculpa divina / Boskie przebaczenie                                     | 13.8  | 44 minut     |
| 3 października 2012  | 083   | Otra identidad / Inna tożsamość                                           | 15.6  | 42 minut     |
| 4 października 2012  | 084   | Rival de amores / Rywal miłości                                           | 13.8  | 42 minut     |
| 5 października 2012  | 085   | Amor por Tristán / Miłość dla Tristana                                    | 14.1  | 43 minut     |
| 8 października 2012  | 086   | Pruebas delatoras / Udowodnienie donosicielki                             | 15.9  | 44 minut     |
| 9 października 2012  | 087   | Confesiones y agresiones / Wyznania i agresje                             | 16.9  | 44 minut     |
| 10 października 2012 | 088   | Grave enfermedad / Poważna choroba                                        | 16.1  | 44 minut     |
| 11 października 2012 | 089   | Matías descubre la verdad / Matias odkrywa prawdę                         | 14.2  | 44 minut     |
| 12 października 2012 | 090   | Reclamo / Protest                                                         | 15.7  | 42 minut     |
| 15 października 2012 | 091   | Grupo Meta / Grupa Meta                                                   | 16.0  | 44 minut     |
| 16 października 2012 | 092   | Reclamo y cachetada / Protest i klaps                                     | 16.5  | 42 minut     |
| 17 października 2012 | 093   | No más secretos / Nigdy więcej skretów                                    | 14.8  | 44 minut     |
| 18 października 2012 | 094   | Renata vs. Julia / Renata kontra Julia                                    | 15.8  | 45 minut     |
| 19 października 2012 | 095   | Paro cardiaco / Zatrzymanie pracy serca                                   | N/A   | 44 minut     |
| 22 października 2012 | 096   | La guerra en la radio / Wojna w radiu                                     | 14.8  | 42 minut     |
| 23 października 2012 | 097   | Mala racha / Zły okres                                                    | 14.3  | 44 minut     |
| 24 października 2012 | 098   | Tristán pierde la paciencia / Tristan traci cierpliwość                   | 15.7  | 43 minut     |
| 25 października 2012 | 099   | Malévolo plan / Nikczemny pan                                             | 15.0  | 44 minut     |
| 26 października 2012 | 100   | Otra indiscreción / Inna nieostrożność                                    | 14.1  | 45 minut     |
| 29 października 2012 | 101   | Franca recuperación / Szczera poprawa                                     | 16.2  | 44 minut     |
| 30 października 2012 | 102   | Sofi quiere escapar / Sofi chce uciec                                     | 15.9  | 42 minut     |
| 31 października 2012 | 103   | Matías defenderá a Sofi / Matias broni Sofi                               | 16.5  | 43 minut     |
| 1 listopada 2012     | 104   | Momentos de terror / Straszne momenty                                     | 15.0  | 44 minut     |
| 2 listopada 2012     | 105   | Caso complicado / Rzeczy się komplikują                                   | 16.4  | 44 minut     |
| 5 listopada 2012     | 106   | Boda civil / Ślub cywilny                                                 | 18.0  | 44 minut     |
| 6 listopada 2012     | 107   | Chava quiere ser Cachito / Chava chce być Cachito                         | 18.6  | 45 minut     |
| 7 listopada 2012     | 108   | Impactante confesión / Szokujące wyznanie                                 | 19.0  | 43 minut     |
| 8 listopada 2012     | 109   | Proposición rechazada / Odrzucona propozycja                              | 18.4  | 43 minut     |
| 9 listopada 2012     | 110   | Renata a punto de morir / Renata prawie umiera                            | 20.3  | 47 minut     |

## Soundtrack
- Cachito de cielo – Pedro Fernandez
- Te Dare Mi Corazon – Maite Perroni
- Amor De A De Veras – Pedro Fernandez
- Santito – Pedro Fernandez
- Quien – Pedro Fernandez
- Mi Forma De Sentir – Pedro Fernandez
- Es Mi Compadre – Pedro Fernandez
- Yo No Fui – Pedro Fernandez
- El Aventurero – Pedro Fernandez
- Tu Me Cambiaste La Vida – Rio Roma
- Gracias A Ti – Vázquez Sounds
- Coincidir – Guadalupe Piñeda
- Cien Años – Pedro Infante